# Zanthoxylum flavum
Zanthoxylum flavum är en vinruteväxtart som beskrevs av Vahl. Zanthoxylum flavum ingår i släktet Zanthoxylum och familjen vinruteväxter. IUCN kategoriserar arten globalt som sårbar.

## Underarter
Arten delas in i följande underarter:
- Z. f. flavum
- Z. f. pistaciifolium